# Alison Hagley
Alison Hagley (* 9. Mai 1961 in London) ist eine britische Opernsängerin (Sopran).

## Leben
Hagley wurde von 1979 bis 1984 an der Guildhall School of Music und ab 1987 am National Opera Studio in London als Sängerin ausgebildet. Ihr Bühnendebüt gab sie 1985 in der Titelrolle von Händels Rodelinda beim Aldeburgh Festival. Des Weiteren erlebte man sie im selben Jahr in Händels Flavio beim Batignano Festival sowie 1986 in Camden in Mozarts La finta giardiniera und 1987 als Clorinda in Rossinis La Cenerentola.
Entscheidend für den Verlauf ihrer Karriere war das Opernfestival von Glyndebourne, dem sie viele Jahre lang treu blieb. Ihr Bühnendebüt in Glyndebourne hatte gab sie 1988 in Ravels Oper L’enfant et les sortilèges. Sie kehrte wieder als Papagena, Nanetta, Susanna und Zerlina und schloss sich auch der Glyndebourne Touring Opera als Varvara und Despina an. 1986 gab sie ihr Debüt als 1. Blumenmädchen in Richard Wagners Parsifal am Royal Opera House Covent Garden und war dort auch in Brittens Peter Grimes und Verdis Falstaff zu erleben.
Die Glanzrolle der englischen Sopranistin ist die der Susanna in Mozarts Le nozze di Figaro, die sie bereits in Paris, London, München, Toronto, Glyndebourne, Ludwigsburg und Venedig sang und die auch auf CD und DVD dokumentiert wurde.